# 羅滕巴赫河 (魯爾河支流)
51°7′49″N 6°5′11″E / 51.13028°N 6.08639°E

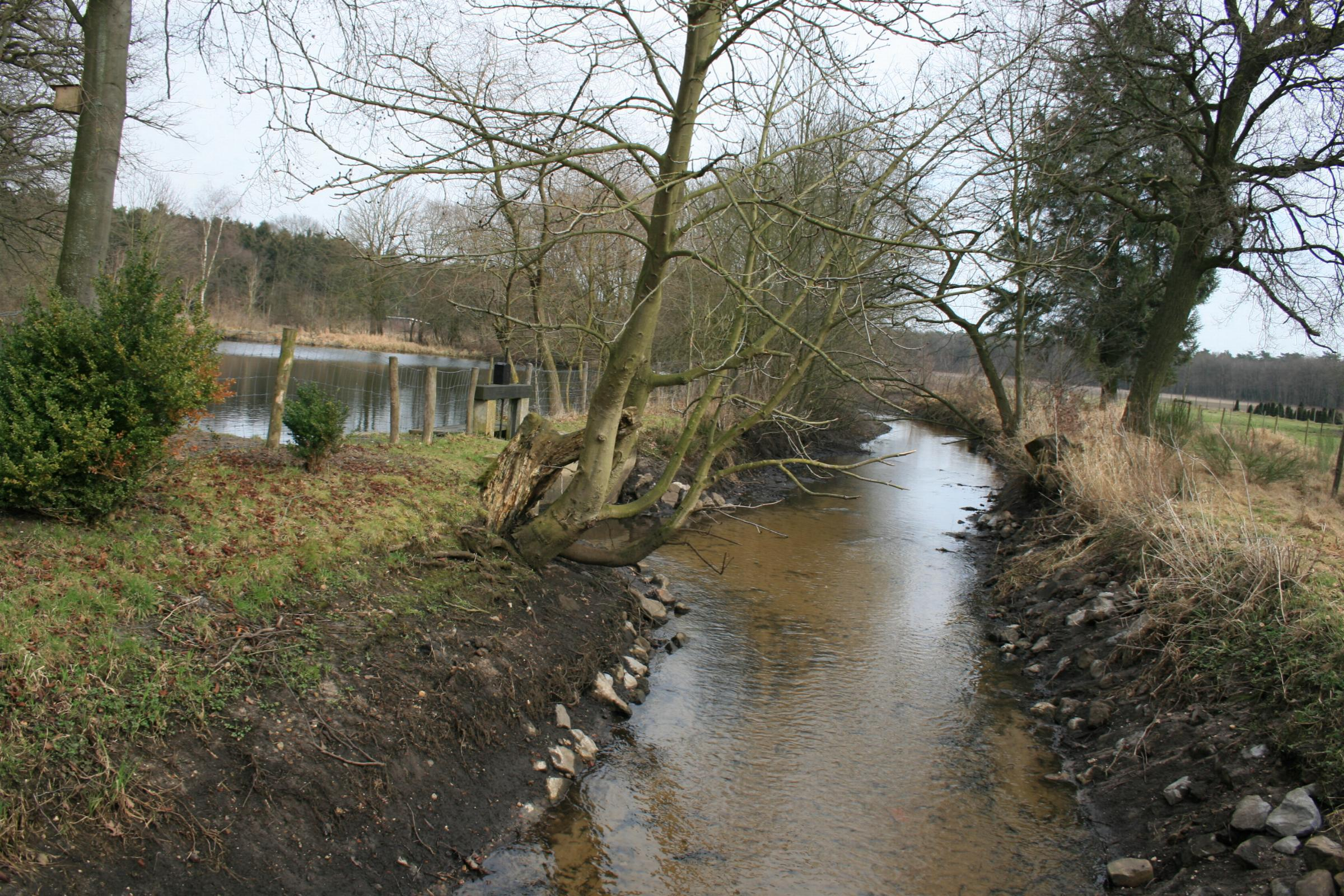

羅滕巴赫河（德語：Rothenbach），是西歐的河流，流經德國和荷蘭，該河流屬於魯爾河的右支流，河道全長16公里，流域面積26.2平方公里，發源自韋格貝格。